# 곤우치수

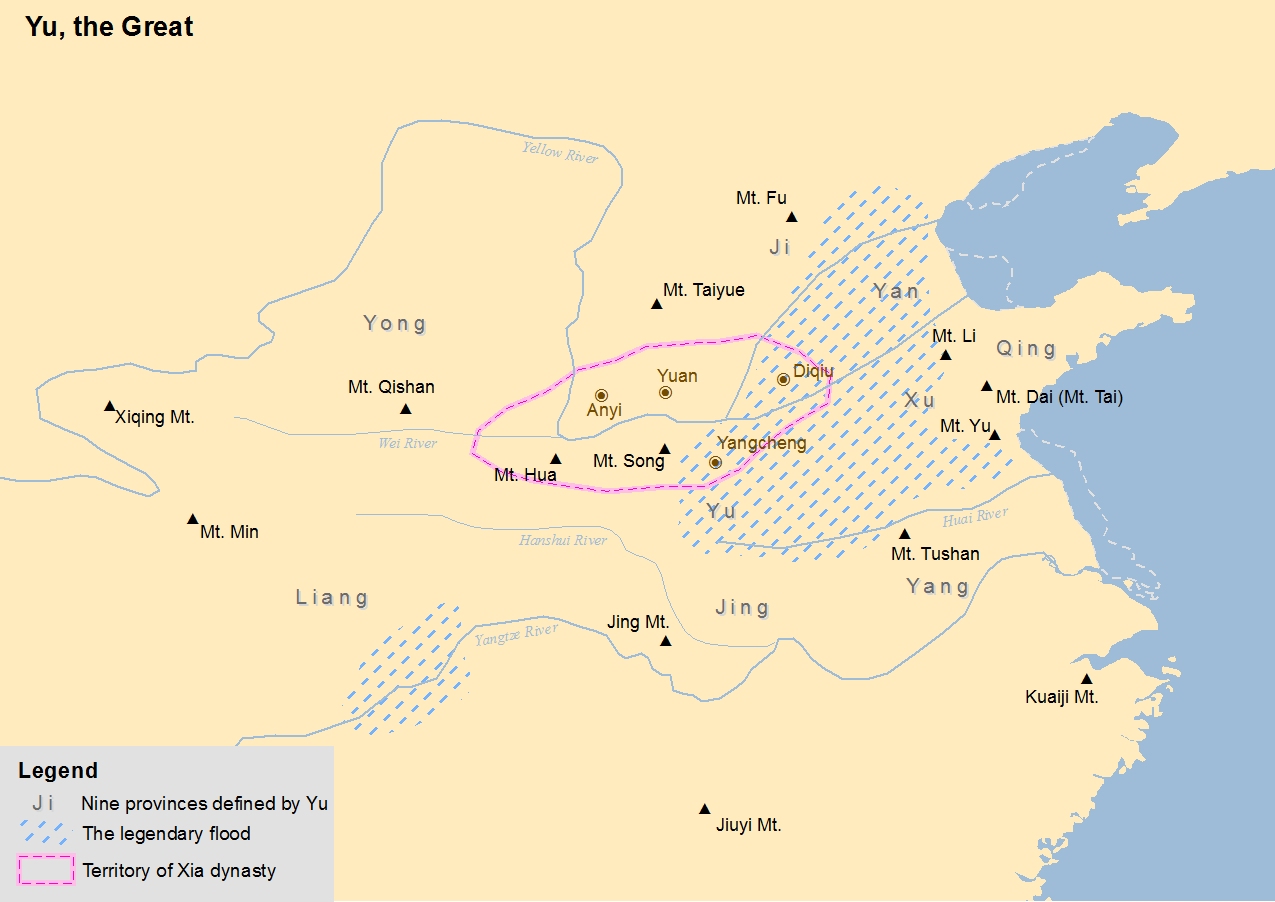
고대 중국의 9주와 홍수 지역.

곤우치수(鯀禹治水)는 중국의 대홍수 신화로, 최소 두 세대(요-순-우)에 걸친 거대한 홍수가 황하 유역에서 발생했고, 그것을 치수하는 과정이 하나라의 건국으로 이어졌다는 서사다. 신화 및 사서에서는 그 시기를 전통적으로 기원전 제3천년기 기원전 2300년-기원전 2200년으로 비정한다. 고고학적 증거는 기원전 1900년경 황하의 거대한 범람이 있었다고 하며, 이것이 이 신화의 바탕이 되었을 것으로 보인다.
이것이 신화건 역사건, 황하 대홍수와 그것을 극복하기 위한 여러 인간들의 영웅적 행적은 중국 문화의 근본서사를 이루었다.

## 같이 보기
- 중국 신화
- 제요
- 대홍수 신화
- 공공 (신화)
- 곤 (전설)
- 삼황오제
- 황하
- 우 (하나라)
- 하상주단대공정